# Bicentenario
Bicentenario är en ort i Mexiko.   Den ligger i kommunen Silao de la Victoria och delstaten Guanajuato, i den centrala delen av landet, 290 km nordväst om huvudstaden Mexico City. Bicentenario ligger 1 814 meter över havet och antalet invånare är 107.
Terrängen runt Bicentenario är platt åt sydväst, men åt nordost är den kuperad. Runt Bicentenario är det ganska tätbefolkat, med 222 invånare per kvadratkilometer. Närmaste större samhälle är Guanajuato, 17,2 km öster om Bicentenario. Trakten runt Bicentenario består till största delen av jordbruksmark.